# Boston Celtics 1950-1951
La stagione 1950-51 dei Boston Celtics fu la 5ª nella NBA per la franchigia.
I Boston Celtics arrivarono secondi nella Eastern Division con un record di 39-30. Nei play-off persero la semifinale di division con i New York Knicks (2-0).

## Roster
| N°    | Naz.                   | Ruolo | Sportivo        | Anno | Alt. | Peso |
| ----- | ---------------------- | ----- | --------------- | ---- | ---- | ---- |
|       | Stati Uniti (bandiera) | AC    | Dick Mehen      | 1922 | 196  | 88   |
| 4     | Stati Uniti (bandiera) | G     | Sonny Hertzberg | 1922 | 178  | 79   |
| 5     | Stati Uniti (bandiera) | GA    | Ed Leede        | 1927 | 191  | 84   |
| 10    | Stati Uniti (bandiera) | AC    | Kleggie Hermsen | 1923 | 206  | 102  |
| 11    | Stati Uniti (bandiera) | A     | Chuck Cooper    | 1926 | 196  | 95   |
| 12    | Stati Uniti (bandiera) | GA    | Bob Donham      | 1926 | 188  | 86   |
| 13-18 | Stati Uniti (bandiera) | AC    | Bob Harris      | 1927 | 201  | 88   |
| 13    | Stati Uniti (bandiera) | G     | Kenny Sailors   | 1921 | 178  | 79   |
| 13    | Stati Uniti (bandiera) | AC    | Brady Walker    | 1921 | 198  | 93   |
| 14    | Stati Uniti (bandiera) | G     | Bob Cousy       | 1928 | 185  | 79   |
| 16    | Stati Uniti (bandiera) | C     | John Mahnken    | 1922 | 203  | 100  |
| 17    | Stati Uniti (bandiera) | AC    | Bones McKinney  | 1919 | 198  | 84   |
| 19-21 | Stati Uniti (bandiera) | A     | Ed Stanczak     | 1921 | 185  | 84   |
| 21    | Stati Uniti (bandiera) | AC    | Andy Duncan     | 1922 | 198  | 88   |
| 21    | Stati Uniti (bandiera) | GA    | Frank Kudelka   | 1925 | 188  | 88   |
| 22    | Stati Uniti (bandiera) | AC    | Ed Macauley     | 1928 | 203  | 84   |
| 24    | Stati Uniti (bandiera) | C     | Harry Boykoff   | 1922 | 208  | 102  |

## Staff tecnico
- Allenatore: Red Auerbach
- Preparatore atletico: Harvey Cohn